# Premier League stadionok listája
A Premier League megalapítása óta 60 stadionban rendeztek mérkőzést a bajnokságban. Az első mérkőzéseket 1992. augusztus 15-én tartották. A Hillsborough-tragédia után a Taylor-jelentés javaslata szerint az 1994–1995-ös szezon kezdetére már csak ülőhelyeket engedélyeztek a stadionokban. A 2000–2001-es szezonban, a Fulham feljutását követően ismét voltak állóhelyek egy rövid ideig, mivel a csapat nem tudta befejezni felújításait. Átmenetileg a csapat a Loftus Road stadionban játszott, amíg az építkezéseket befejezték.
A legidősebb stadion a ligában, amit még a mai napig is használnak a Stamford Bridge (1877, Chelsea), amit a St James’ Park (1880, Newcastle United) és az Anfield (1884, Liverpool) követ. A legöregebb stadion, ami valaha otthont adott egy bajnokinak a Sheffield United Bramall Lane stadionja, ami 1855-ben nyílt meg. A legutóbb épült stadion a Premier League-ben a Brentfordi Közösségi Stadion, amit 2020-ban nyitottak meg.
A jelenlegi legnagyobb befogadóképességű stadion az osztályban az Old Trafford, ahol 2023. január 14-én 75 546 ember gyűlt össze, hogy megtekintsék a manchesteri derbit. A legkisebb pedig a Dean Court, ami egyben a bajnokság történetének legkisebb stadionja, mindössze 11 307 fős kapacitásával.
A Burnley Turf Moor stadionja volt a Premier League 50. stadionja, mikor 2009. augusztus 19-én a Manchester United ellen játszottak hazai pályán. A legutóbbi és egyben 60. stadion a Brentfordi Közösségi Stadion, ahol 2021. augusztus 13-án játszották az első Premier League-mérkőzést.

## Stadionok
Félkövér betűvel kiemelve azok a stadionok, melyeket a 2024–2025-ös Premier League szezonban használnak, dőlt betűvel pedig a lerombolt stadionok.

| Stadion                                                               | Kép                          | Csapat                        | Város               | Megnyitva | Bezárva | Bafogadóképesség | Pályaméretek | Pályaméretek | Koordináta                                                                             | For.          |
| --------------------------------------------------------------------- | ---------------------------- | ----------------------------- | ------------------- | --------- | ------- | ---------------- | ------------ | ------------ | -------------------------------------------------------------------------------------- | ------------- |
| Anfield                                                               | Anfield                      | Liverpool                     | Liverpool           | 1884      |         | 53 394           | 101          | 68           | é. sz. 53° 25′ 51″, ny. h. 2° 57′ 39″53.430833°N 2.960833°WAnfield                     | [ 1 ]         |
| Arsenal Stadion (más néven: Highbury)                                 | Highbury                     | Arsenal                       | London              | 1913      | 2006    | 38 419†          |              |              | é. sz. 51° 33′ 28″, ny. h. 0° 06′ 10″51.557778°N 0.102778°WArsenal Stadium             | [ 2 ]         |
| Ayresome Park                                                         | Ayresome                     | Middlesbrough                 | Middlesbrough       | 1903      | 1995    | 26 667†          |              |              | é. sz. 54° 33′ 51″, ny. h. 1° 14′ 49″54.564167°N 1.246944°WAyresome Park               | [ 3 ]         |
| Baseball Ground                                                       |                              | Derby County                  | Derby               | 1892      | 2004    | 18 300†          |              |              | é. sz. 52° 54′ 17″, ny. h. 1° 28′ 07″52.904722°N 1.468611°WBaseball Ground             | [ 4 ] [ 5 ]   |
| bet365 Stadion (korábban: Britannia Stadion)                          |                              | Stoke City                    | Stoke-on-Trent      | 1997      |         | 30 089           |              |              | é. sz. 52° 59′ 18″, ny. h. 2° 10′ 32″52.988333°N 2.175556°Wbet365 Stadium              | [ 6 ]         |
| Bloomfield Road                                                       | Bloomfield                   | Blackpool                     | Blackpool           | 1899      |         | 16 220           |              |              | é. sz. 53° 48′ 17″, ny. h. 3° 02′ 53″53.804722°N 3.048056°WBloomfield Road             |               |
| Boleyn Ground (más néven: Upton Park)                                 | Boleyn                       | West Ham United               | London              | 1904      | 2016    | 35 345†          |              |              | é. sz. 51° 31′ 55″, k. h. 0° 02′ 22″51.531944°N 0.039444°ELondon Stadium               | [ 7 ]         |
| Boundary Park                                                         | Boundary                     | Oldham Athletic               | Oldham              | 1904      |         | 13 559           |              |              | é. sz. 53° 33′ 19″, ny. h. 2° 07′ 43″53.555278°N 2.128611°WBoundary Park               |               |
| Bramall Lane                                                          | Bramall                      | Sheffield United              | Sheffield           | 1855      |         | 32 702           |              |              | é. sz. 53° 22′ 13″, ny. h. 1° 28′ 15″53.370278°N 1.470833°WBramall Lane                | [ 1 ]         |
| Burnden Park                                                          | Burnden                      | Bolton Wanderers              | Bolton              | 1895      | 1997    | 22 616†          |              |              | é. sz. 53° 34′ 08″, ny. h. 2° 24′ 58″53.568889°N 2.416111°WBurnden Park                | [ 8 ]         |
| Cardiff City Stadion                                                  | Cardiff                      | Cardiff City                  | Cardiff             | 2009      |         | 33 280           |              |              | é. sz. 51° 28′ 22″, ny. h. 3° 12′ 11″51.472778°N 3.203056°WCardiff City Stadium        | [ 9 ]         |
| Carrow Road                                                           | Carrow                       | Norwich City                  | Norwich             | 1935      |         | 27 359           | 105          | 68           | é. sz. 52° 37′ 20″, k. h. 1° 18′ 33″52.622222°N 1.309167°ECarrow Road                  | [ 1 ]         |
| Városi Stadion                                                        | City Ground                  | Nottingham Forest             | Nottingham          | 1898      |         | 30 332           | 102,4        | 68           | é. sz. 52° 56′ 24″, ny. h. 1° 07′ 58″52.940000°N 1.132778°WCity Ground                 | [ 1 ]         |
| Manchesteri Városi Stadion                                            | City Manchester              | Manchester City               | Manchester          | 2003      |         | 53 400           | 105          | 68           | é. sz. 53° 28′ 59″, ny. h. 2° 12′ 01″53.483056°N 2.200278°WCity of Manchester Stadium  | [ 1 ]         |
| County Ground                                                         | County Ground                | Swindon Town                  | Swindon             | 1895      |         | 14 700           |              |              | é. sz. 51° 33′ 52″, ny. h. 1° 46′ 14″51.564444°N 1.770556°WCounty Ground               | [ 10 ]        |
| Craven Cottage                                                        | Craven                       | Fulham                        | London              | 1896      |         | 22 384           | 100          | 65           | é. sz. 51° 28′ 30″, ny. h. 0° 13′ 18″51.475000°N 0.221667°WCraven Cottage              | [ 1 ] [ 11 ]  |
| Dean Court                                                            | Vitality                     | Bournemouth                   | Bournemouth         | 1910      |         | 11 307           | 105          | 68           | é. sz. 50° 44′ 07″, ny. h. 1° 50′ 18″50.735278°N 1.838333°WDean Court                  | [ 1 ]         |
| The Dell                                                              | Dell                         | Southampton                   | Southampton         | 1898      | 2001    | 15 200†          |              |              | é. sz. 50° 54′ 53″, ny. h. 1° 24′ 47″50.914722°N 1.413056°WThe Dell                    | [ 12 ] [ 13 ] |
| DW Stadion (korábban: JJB Stadion)                                    | DW                           | Wigan Athletic                | Wigan               | 1999      |         | 25 138           |              |              | é. sz. 53° 32′ 51″, ny. h. 2° 39′ 15″53.547500°N 2.654167°WDW Stadium                  | [ 14 ]        |
| Elland Road                                                           | Elland                       | Leeds United                  | Leeds               | 1897      |         | 37 608           | 105          | 68           | é. sz. 53° 46′ 40″, ny. h. 1° 34′ 20″53.777778°N 1.572222°WElland Road                 |               |
| Emirates Stadion                                                      | Emirates                     | Arsenal                       | London              | 2006      |         | 60 704           | 105          | 68           | é. sz. 51° 33′ 18″, ny. h. 0° 06′ 31″51.555000°N 0.108611°WEmirates Stadium            | [ 1 ]         |
| Ewood Park                                                            | Ewood                        | Blackburn Rovers              | Blackburn           | 1890      |         | 31 367           |              |              | é. sz. 53° 43′ 43″, ny. h. 2° 29′ 21″53.728611°N 2.489167°WEwood Park                  | [ 15 ]        |
| AmEx Stadion                                                          | American                     | Brighton & Hove Albion        | Falmer              | 2011      |         | 31 780           | 105          | 68           | é. sz. 50° 51′ 43″, ny. h. 0° 04′ 60″50.861822°N 0.083278°WFalmer Stadium              | [ 1 ]         |
| Filbert Street                                                        | Filbert                      | Leicester City                | Leicester           | 1891      | 2002    | 22 000†          |              |              | é. sz. 52° 37′ 25″, ny. h. 1° 08′ 26″52.623611°N 1.140556°WFilbert Street              | [ 16 ]        |
| Fratton Park                                                          | Fratton                      | Portsmouth                    | Portsmouth          | 1898      |         | 20 978           |              |              | é. sz. 50° 47′ 47″, ny. h. 1° 03′ 50″50.796389°N 1.063889°WFratton Park                | [ 17 ]        |
| Goodison Park                                                         | Goodison                     | Everton                       | Liverpool           | 1892      |         | 39 414           | 100,48       | 68           | é. sz. 53° 26′ 20″, ny. h. 2° 57′ 59″53.438889°N 2.966389°WGoodison Park               | [ 1 ]         |
| Gtech Közösségi Stadion                                               | Brentford Community Stadium  | Brentford                     | London              | 2020      |         | 17 250           | 105          | 68           | é. sz. 51° 29′ 27″, ny. h. 0° 17′ 19″51.490825°N 0.288700°WBrentford Community Stadium | [ 1 ]         |
| The Hawthorns                                                         | Hawthorns                    | West Bromwich Albion          | West Bromwich       | 1900      |         | 26 445           |              |              | é. sz. 52° 30′ 33″, ny. h. 1° 57′ 50″52.509167°N 1.963889°WThe Hawthorns               | [ 18 ]        |
| Highfield Road                                                        | Highfield                    | Coventry City                 | Coventry            | 1899      | 2005    | 23 489†          |              |              | é. sz. 52° 24′ 43″, ny. h. 1° 29′ 24″52.411944°N 1.490000°WHighfield Road              | [ 19 ]        |
| Hillsborough Stadion                                                  | Hillsborough                 | Sheffield Wednesday           | Sheffield           | 1899      |         | 39 812           |              |              | é. sz. 53° 24′ 41″, ny. h. 1° 30′ 02″53.411389°N 1.500556°WHillsborough Stadium        |               |
| King Power Stadion (korábban: Walkers Stadion)                        | King Power                   | Leicester City                | Leicester           | 2002      |         | 32 262           | 105          | 68           | é. sz. 52° 37′ 13″, ny. h. 1° 08′ 32″52.620278°N 1.142222°WKing Power Stadium          | [ 1 ]         |
| Kirklees Stadion                                                      | Kirklees                     | Huddersfield Town             | Huddersfield        | 1994      |         | 24 500           |              |              | é. sz. 53° 39′ 15″, ny. h. 1° 46′ 06″53.654167°N 1.768333°WKirklees Stadium            |               |
| Loftus Road                                                           | Loftus                       | Queens Park Rangers és Fulham | London              | 1904      |         | 18 439           |              |              | é. sz. 51° 30′ 33″, ny. h. 0° 13′ 56″51.509167°N 0.232222°WLoftus Road                 | [ 11 ] [ 20 ] |
| London Stadion (korábban: Olimpiai Stadion)                           | London                       | West Ham United               | London              | 2016      |         | 60 000           | 105          | 68           | é. sz. 51° 32′ 19″, ny. h. 0° 00′ 59″51.538611°N 0.016389°WLondon Stadium              | [ 21 ]        |
| Madejski Stadion                                                      | Madejski                     | Reading                       | Reading             | 1998      |         | 24 161           |              |              | é. sz. 51° 25′ 20″, ny. h. 0° 58′ 58″51.422222°N 0.982778°WMadejski Stadium            |               |
| Maine Road                                                            | Maine                        | Manchester City               | Manchester          | 1923      | 2003    | 35 150†          |              |              | é. sz. 53° 27′ 04″, ny. h. 2° 14′ 07″53.451111°N 2.235278°WMaine Road                  | [ 22 ]        |
| MKM Stadion (korábban: KCOM Stadion)                                  | KC                           | Hull City                     | Kingston upon Hull  | 2002      |         | 25 400           |              |              | é. sz. 53° 44′ 46″, ny. h. 0° 22′ 03″53.746111°N 0.367500°WKC Stadium                  | [ 23 ]        |
| Molineux Stadion                                                      | Molineux                     | Wolverhampton Wanderers       | Wolverhampton       | 1889      |         | 31 750           | 105          | 68           | é. sz. 52° 35′ 25″, ny. h. 2° 07′ 49″52.590278°N 2.130278°WMolineux Stadium            | [ 1 ]         |
| Oakwell                                                               | Oakwell                      | Barnsley                      | Barnsley            | 1887      |         | 23 009           |              |              | é. sz. 53° 33′ 08″, ny. h. 1° 28′ 03″53.552222°N 1.467500°WOakwell                     | [ 24 ]        |
| Old Trafford                                                          | Old                          | Manchester United             | Manchester          | 1910      |         | 74 310           | 105          | 68           | é. sz. 53° 27′ 47″, ny. h. 2° 17′ 29″53.463056°N 2.291389°WOld Trafford                | [ 1 ]         |
| Portman Road                                                          | Portman                      | Ipswich Town                  | Ipswich             | 1884      |         | 30 311           |              |              | é. sz. 52° 03′ 18″, k. h. 1° 08′ 41″52.055000°N 1.144722°EPortman Road                 |               |
| Pride Park Stadion                                                    | Pride                        | Derby County                  | Derby               | 1997      |         | 33 597           |              |              | é. sz. 52° 54′ 54″, ny. h. 1° 26′ 50″52.915000°N 1.447222°WPride Park Stadium          | [ 5 ]         |
| Riverside Stadion                                                     | Riverside                    | Middlesbrough                 | Middlesbrough       | 1995      |         | 33 746           |              |              | é. sz. 54° 34′ 42″, ny. h. 1° 13′ 01″54.578333°N 1.216944°WRiverside Stadium           | [ 25 ]        |
| Roker Park                                                            | Roker                        | Sunderland                    | Sunderland          | 1898      | 1997    | 22 500†          |              |              | é. sz. 54° 55′ 17″, ny. h. 1° 22′ 32″54.921389°N 1.375556°WRoker Park                  | [ 26 ]        |
| St. Andrew’s                                                          | St Andrew                    | Birmingham City               | Birmingham          | 1906      |         | 30 079           |              |              | é. sz. 52° 28′ 33″, ny. h. 1° 52′ 05″52.475833°N 1.868056°WSt Andrew's Stadium         | [ 27 ]        |
| St James’ Park                                                        | St James'                    | Newcastle United              | Newcastle upon Tyne | 1880      |         | 52 305           | 105          | 68           | é. sz. 54° 58′ 32″, ny. h. 1° 37′ 18″54.975556°N 1.621667°WSt James' Park              | [ 1 ]         |
| St. Mary Stadion                                                      | St Mary's                    | Southampton                   | Southampton         | 2001      |         | 32 384           | 105          | 68           | é. sz. 50° 54′ 21″, ny. h. 1° 23′ 28″50.905833°N 1.391111°WSt Mary's Stadium           | [ 1 ]         |
| Selhurst Park                                                         | Selhurst                     | Crystal Palace és Wimbledon   | London              | 1924      |         | 25 486           | 101          | 68           | é. sz. 51° 23′ 54″, ny. h. 0° 05′ 08″51.398333°N 0.085556°WSelhurst Park               | [ 1 ]         |
| Stadium of Light                                                      | Stadium of Light             | Sunderland                    | Sunderland          | 1997      |         | 48 707           |              |              | é. sz. 54° 54′ 52″, ny. h. 1° 23′ 18″54.914444°N 1.388333°WStadium of Light            |               |
| Stamford Bridge                                                       | Stamford                     | Chelsea                       | London              | 1877      |         | 40 343           | 103          | 67,5         | é. sz. 51° 28′ 54″, ny. h. 0° 11′ 28″51.481667°N 0.191111°WStamford Bridge             | [ 1 ]         |
| Swansea.com Stadion (korábban: Liberty Stadion)                       | Liberty                      | Swansea City                  | Swansea             | 2005      |         | 20 937           |              |              | é. sz. 51° 38′ 34″, ny. h. 3° 56′ 05″51.642778°N 3.934722°WSwansea.com Stadium         | [ 28 ]        |
| Tottenham Hotspur Stadion                                             | Tottenham Hotspur Stadium    | Tottenham Hotspur             | London              | 2019      |         | 62 850           | 105          | 68           | é. sz. 51° 36′ 17″, ny. h. 0° 03′ 59″51.604722°N 0.066389°WTottenham Hotspur Stadium   | [ 1 ]         |
| Turf Moor                                                             | Turf Moor                    | Burnley                       | Burnley             | 1883      |         | 21 744           | 105          | 68           | é. sz. 53° 47′ 21″, ny. h. 2° 13′ 49″53.789167°N 2.230278°WTurf Moor                   | [ 1 ]         |
| Boltoni Egyetemi Stadion (korábban: Reebok Stadion és Macron Stadion) | University                   | Bolton Wanderers              | Bolton              | 1997      |         | 28 723           |              |              | é. sz. 53° 34′ 50″, ny. h. 2° 32′ 08″53.580556°N 2.535556°WReebok Stadium              |               |
| The Valley                                                            | Valley                       | Charlton Athletic             | London              | 1919      |         | 27 111           |              |              | é. sz. 51° 29′ 11″, k. h. 0° 02′ 11″51.486389°N 0.036389°EThe Valley                   |               |
| Valley Parade                                                         | Valley Parade                | Bradford City                 | Bradford            | 1886      |         | 25 136           |              |              | é. sz. 53° 48′ 15″, ny. h. 1° 45′ 32″53.804167°N 1.758889°WValley Parade               |               |
| Vicarage Road                                                         | Vicarage                     | Watford                       | Watford             | 1922      |         | 22 200           | 105          | 68           | é. sz. 51° 39′ 00″, ny. h. 0° 24′ 06″51.650000°N 0.401667°WVicarage Road               | [ 1 ]         |
| Villa Park                                                            | Villa                        | Aston Villa                   | Birmingham          | 1897      |         | 42 657           | 105          | 68           | é. sz. 52° 30′ 33″, ny. h. 1° 53′ 05″52.509167°N 1.884722°WVilla Park                  | [ 1 ]         |
| Wembley Stadion                                                       | Wembley                      | Nincs bérlő                   | London              | 2007      |         | 90 000           |              |              | é. sz. 51° 33′ 21″, ny. h. 0° 16′ 47″51.555833°N 0.279722°WWhite Hart Lane             |               |
| White Hart Lane                                                       | White Hart Lane              | Tottenham Hotspur             | London              | 1899      | 2017    | 36 284†          |              |              | é. sz. 51° 36′ 12″, ny. h. 0° 03′ 57″51.603333°N 0.065833°WWhite Hart Lane             | [ 29 ]        |

Jelmagyarázat
† Bezárt vagy lerombolt stadionok

‡ Tervben

## Térképen
A jelenlegi Premier League-stadionok térképeken.
| London Aston Villa Brighton & Hove Albion Ipswich Town Liverpool Manchester City Newcastle United Manchester · United Bournemouth Nottingham Forest Everton Wolverhampton · Wanderers Londoni csapatok: · Arsenal · Brentford · Chelsea · Crystal Palace · Fulham · Tottenham Hotspur · West Ham United Leicester City A csapatok stadionjai Anglia térképén | Arsenal Brentford Chelsea Crystal Palace Fulham Tottenham Hotspur West Ham United A londoni csapatok stadionjai |

## Fordítás
Ez a szócikk részben vagy egészben  a   List of Premier League stadiums című angol Wikipédia-szócikk fordításán alapul.  Az eredeti cikk szerkesztőit annak laptörténete sorolja fel. Ez a jelzés csupán a megfogalmazás eredetét és a szerzői jogokat jelzi, nem szolgál a cikkben szereplő információk forrásmegjelöléseként.